# 교황 하드리아노 3세
교황 하드리아노 3세(라틴어: Hadrianus PP. III, 이탈리아어: Papa Adriano III)는 제109대 교황(재위: 884년 5월 17일 - 885년 7월 8일)이다. 로마에서 태어난 그는 교황이 되기 전의 생활에 대해서는 거의 알려진 것이 없다. 동로마 제국과의 관계는 유화적이었으나 짧은 재위로 인해 아무런 성과도 거두지 못하였다. 하드리아노 3세는 오늘날 독일에 속한 보름스로 가던 중에 병을 얻어 885년 7월 모데나에서 선종하였다. 그가 보름스로 순방을 떠난 목적은 당시 독일 전역을 통치하던 카롤링거 제국의 카를 3세의 제위 계승을 안정화시키고, 점차 커져가던 사라센에 대처하기 위한 논의를 위해 그의 초청으로 제국 회의에 참석하기 위해서였다.
선종 후 그의 시신은 모데나 인근에 있는 노난톨라 수도원에 안장되었다. 1122년경에는 수도원 성당 입구에 이를 기념하는 액자를 걸어놓았다. 교황의 유해는 수도원 성당 중앙 제대 근처에 안장되어 있다. 그 지방에서 교황을 공경하기 시작하여 여러 지방으로 전파되다가 1891년에 시성되어 성인으로 공경받게 되었다. 축일은 7월 8일이다.

## 같이 보기
- 교황 목록